# تپه شیخ علی قبرستانلیق
تپه شیخ علی قبرستانلیق در شهرستان مراغه، بخش سراجو، دهستان سراجوی شرقی، ۱/۲ کیلومتری روستای گلی کند واقع شده و این اثر در تاریخ ۱۸ اسفند ۱۳۸۷ با شمارهٔ ثبت ۲۵۲۷۸ به‌عنوان یکی از آثار ملی ایران به ثبت رسیده است.